# Styl Ludwika XIV

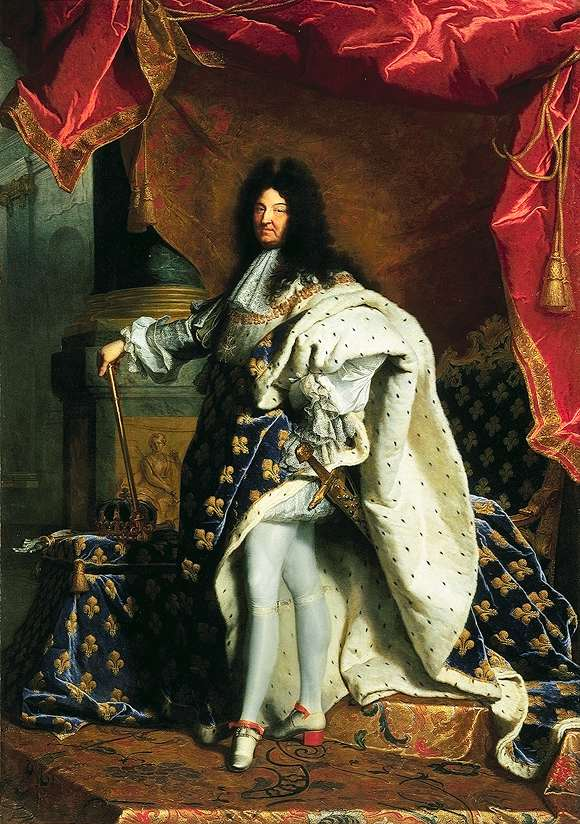
Ludwik XIV

Styl Ludwika XIV, nazywany również francuskim barokiem – styl w sztuce związany z panowaniem króla francuskiego Ludwika XIV zwanego „Królem Słońce”. Przejawiał się głównie w architekturze pałacowej, sztuce ogrodowej, dekoracji wnętrz i rzemiośle artystycznym (meblarstwo, ceramika).

## Okres trwania
- Jest krótszy niż panowanie Ludwika XIV; trwa od 1661 r. do około 1710 r.

### Ówczesna sytuacja polityczno-historyczna
- Sztuka jest wtedy podporządkowana podnoszeniu prestiżu królestwa, najlepiej widać to w architekturze Paryża i Wersalu. Sztuka dworu nadaje również ton prowincji.

## Odmiany stylu
- Pod zarządem Colberta osiągnięto jedność stylu poprzez nałożenie określonych wymagań na artystów. Formy są przesadnie rozbudowane, reprezentacyjne i bogate. Aż do detalu włącznie podporządkowane są jednej myśli, z mocno zaznaczonym rytmem. Stosowane są porządki antyczne, często w kolosalnej skali.
  - Głównym dekoratorem wnętrz jest Charles Le Brun.
- Po 1690 r., ze względu na zubożenie kraju wywołane prowadzeniem przez króla licznych wojen, styl staje się mniej przesadny, a bardziej przejrzysty i lżejszy.
  - Miejsce Le Bruna zajmuje Jean Bérain.

### Charakterystyka
Za panowania Ludwika XIV wpływ architektury na meble przemija, ustępując niezależnej oryginalnej czystości formy. Za sprawą A.C. Boulle’a rozwija się technika zdobienia płaszczyzn – marketeria. Na narożach mebli zdobionych marketerią pojawiają się okucia z brązu, złocone i cyzelowane.
Meble z drewna pełnego są bogato rzeźbione, także złocone płatkami złota.
- Formy konstrukcyjne
  - w meblach skrzyniowych
  - w meblach szkieletowych
- Zagadnienia technologiczne
  - narzędzia
  - materiały

## Rodzaje mebli
- Meble skrzyniowe:
  - komoda;
  - szafa;
  - biblioteka.
- Meble szkieletowe:
  - stół – wsparty na nogach typu en gaine (o przekroju kwadratowym, zbieżne ku dołowi, z pogrążoną ornamentyką) lub en console (wygięte w kształcie litery S) związanych jedną łączyną we kształci X;
  - konsola – stół przyścienny wsparty na dwóch nogach konsolowych;
  - biurko płaskie – często na ośmiu nogach;
  - fotel prosty i tzw. confessional;
  - liczne taborety zwykłe i składane;
  - łoża podobne do łóżek okresu Ludwika XIII;
  - łóżko à la duchesse do odpoczynku – forma szezlongu z poręczą.

### Elementy dekoracyjne
Liście nenufarów, lilii i akantu, kratownice z kwiatami, muszle, palmety, kwiatony, lambrekiny, maszkarony, panoplia.

## Galeria

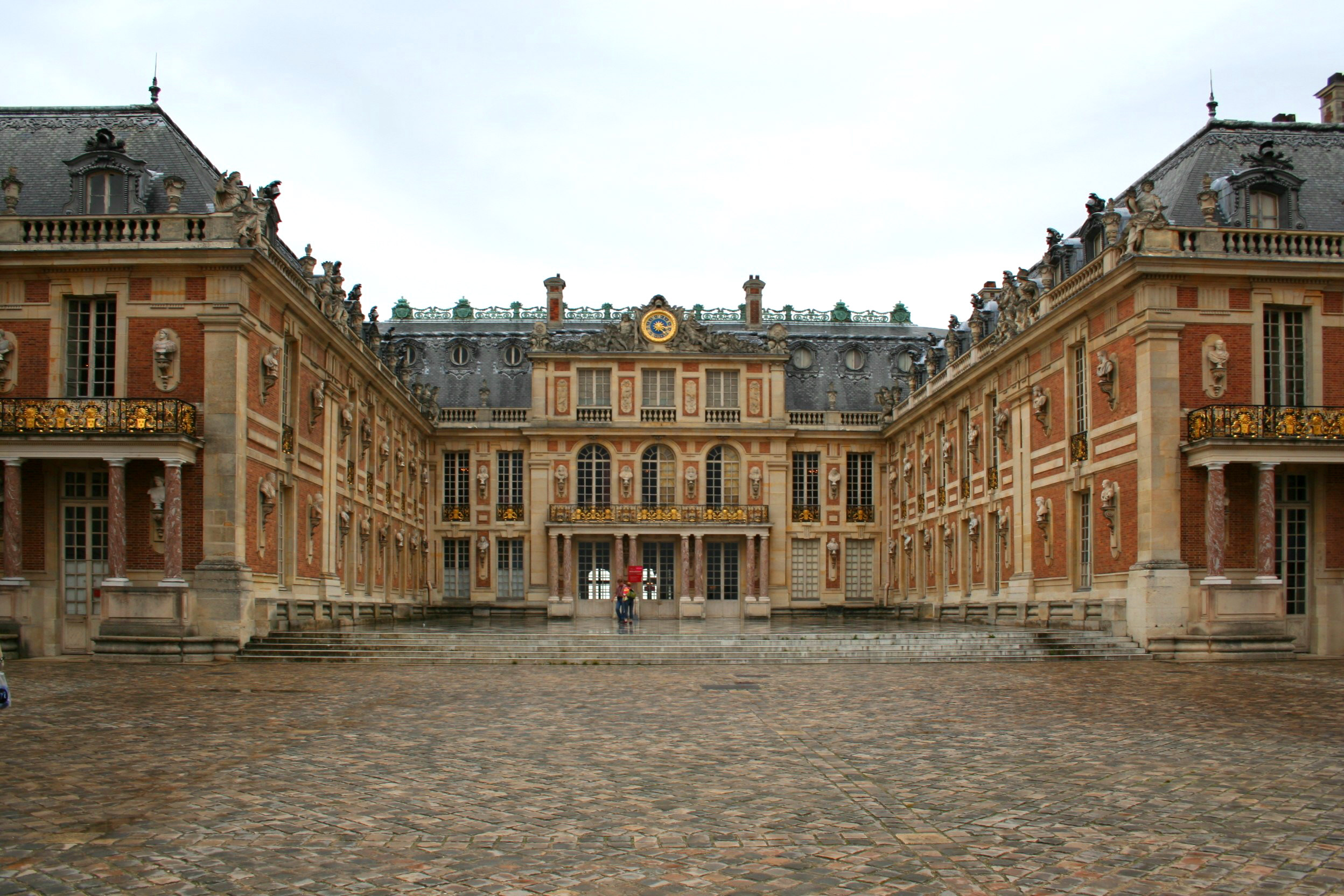
architektura – Pałac w Wersalu
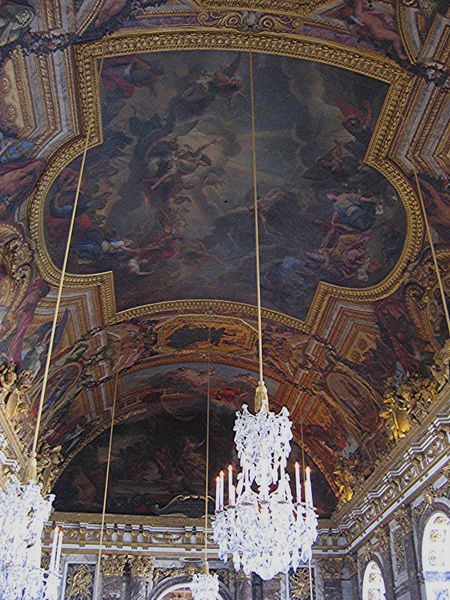
wnętrze – Galeria Zwierciadlana – Wersal
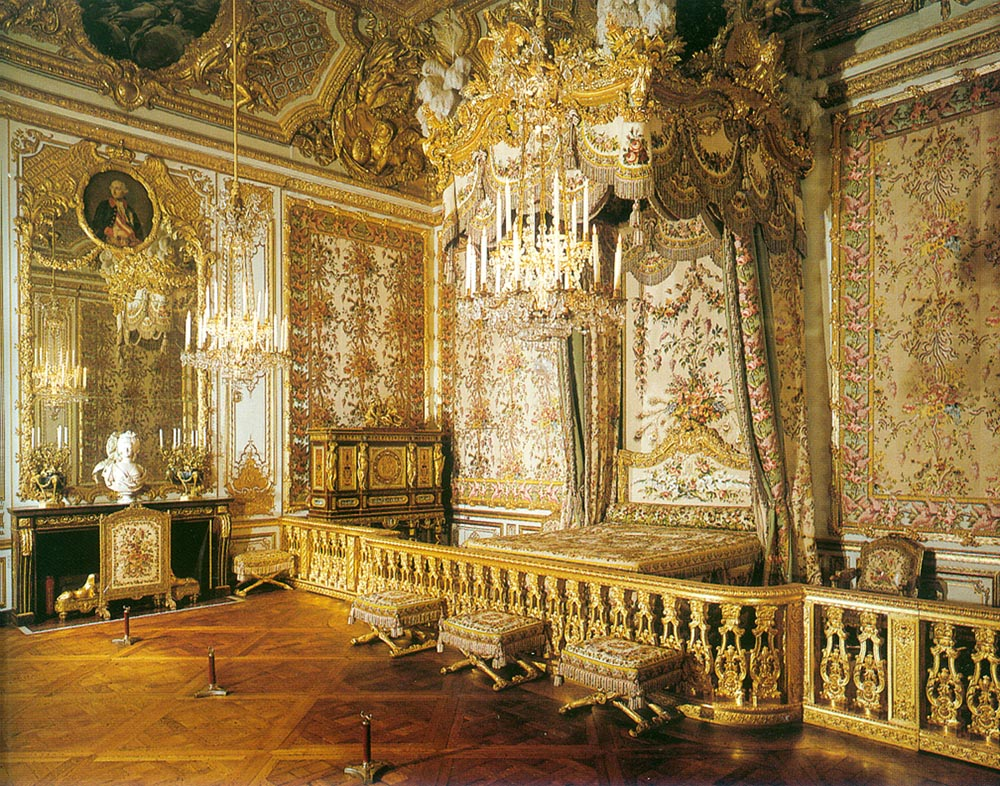
mebel – Sypialnia królowej w Wersalu
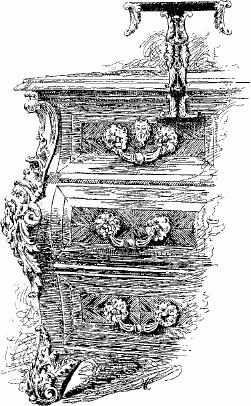
detal komody

## Twórcy
- André Charles Boulle
- Daniel Marot
- Jean Bérain ojciec
- Domenico Cucci